# Rodenticid

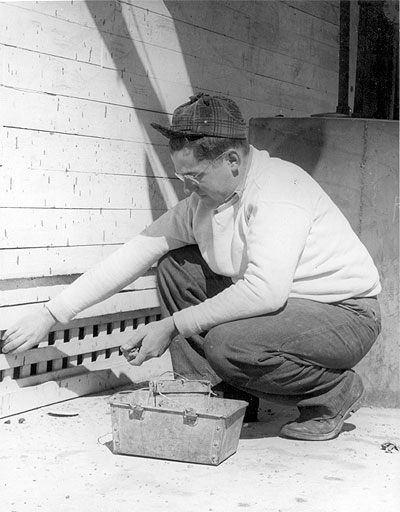
Kladení otrávených návnad pro hlodavce

Rodenticidy jsou pesticidy určené k hubení hlodavců, tedy deratizaci.
Nejčastěji se používají chemické látky narušující srážlivost krve – antikoagulanty, např. warfarin, pindon. Druhou často užívanou skupinou látek jsou preparáty způsobující hyperkalcémii – tedy zvyšující hladinu vápenatých iontů v krvi, kam patří např. cholekalciferol (znám také jako vitamín D3) nebo ergokalciferol (znám také jako vitamín D2). Dále pak z anorganických látek Zn3P2 a organických (kumariny).